# 八丁念仏団子刺し
八丁念仏団子刺し（はっちょうねんぶつだんごさし）は、鎌倉時代に作られたとされる日本刀（太刀）である。茨城県水戸市にある徳川ミュージアムに収蔵されている。

## 概要

### 刀工について
刀剣研究家である福永酔剣の説明によれば、記録では「備前行家」と記されているが、古備前派に行家銘を切る刀工がいないことから備中片山一文字派の刀工である行家が作者であると指摘している。
また、現在本作を収蔵している徳川ミュージアムでは、本作の銘から鎌倉時代中期に活躍した古備前派助村を作者としている。

### 名前の由来
本作は紀伊国海部郡雑賀荘（現在の和歌山市）を拠点とする雑賀衆の頭領であった鈴木孫市の遺愛品であるとされている。 孫市は当初石山本願寺の味方として織田信長に対抗していたがのちに降伏し、関ヶ原の戦いでは西軍側につき伏見城を陥落させるなど武名をあげた。のち、徳川家康に召し出され、水戸藩主となる頼房付きとして仕えることになった。
ある夜、孫市が人間を後ろから袈裟斬りにしたところ、その者は倒れるどころか、念仏を唱えながらすたすたと歩いて行った。孫市はそんなはずはないと訝しりながら、血に染まった太刀を杖について後からつけて行くと、八丁(約872m)ほど行った所で、はたと念仏もやみ、その者は左右二つに分かれて、ばったり倒れてしまった。
孫市はその太刀の切れ味の凄さに驚き、切先（きっさき、刀の先端）を見てみると、石が団子刺しになって突きささっていた。この逸話から"八丁念仏団子刺し”と名付けられたとされている。

### 江戸時代以降の伝来について
孫市の子孫は、江戸時代以降も禄高千石を食む家臣として水戸藩へ仕え続け、本作も初代孫市の遺愛品として伝来し続けた。しかし、明治維新以降鈴木家が困窮したことから、かつての主君である水戸徳川家へ本作を買い上げてもらった。
1921年（大正10年）には水戸徳川家の蔵刀が放出された売立も行われたが、本作は売立品に並ぶことなく引き続き所蔵され続けた。しかし、1923年（大正12年）9月1日に発生した関東大震災にて水戸徳川家の屋敷も罹災し、燭台切光忠を始め多くの刀剣とともに焼刃となる被害を受ける。
焼刃となったものの逸失は免れ、水戸徳川家が創設した徳川ミュージアムにて保管されるようになる。平成27年度刀剣プロジェクトで集まった寄附金により製作された被災刀用桐箪笥の右側引出し一段目に現在は格納されている。

## 作風

### 刀身
刃長（はちょう、切先と棟区の直線距離）は2尺8,9寸（約84.9~87.9センチメートル）ある。激戦の跡である切れ込みや刃切れが何箇所があったとされている。

### 用語解説
- 作風節のカッコ内解説および用語解説については、個別の出典が無い限り、刀剣春秋編集部『日本刀を嗜む』に準拠する。